# Hesperothamnus littoralis
Hesperothamnus littoralis là một loài thực vật có hoa trong họ Đậu. Loài này được (Brandegee) Brandegee mô tả khoa học đầu tiên.